# Marin Barišić
Marin Barišić (n. Vidonje, cerca de Metković el 24 de marzo de 1947) es un arzobispo croata de la Archidiócesis de Split-Makarska.

## Educación y vida tempranas
Marin Barišić nació en Vidonje cerca de la Ciudad de Metković el 24 de marzo de 1947, sus padres fueron Ivan y Matija Barišć. Terminó la escuela primaria en Vidonje, después de la cual assitió a la escuela secundaria en Dubrovnik, y terminó sus estudios en el Seminario Menor en Split. Barišić empezó sus estudios de Educación Superior en el Instituto de Teología de Split, y los finalizó en la Pontificia Universidad Lateranense en Roma. Después de su graduación, continuó su especialización en el Instituto Pontificio Bíblico de la Pontificia Universidad gregoriana de la cual recibió su doctorado en teología bíblica. Fue ordenado sacerdote de la Archidiócesis de Split-Makarska el 14 de julio de 1974 por Obispo auxiliar Ivo Gugić.

## Carrera
Después de que Barišić regresó de Roma, sirvió como perfecto en el Seminario Teológico de Split, desde 1978 a 1979, y como sacerdote de la parroquia de la Visitación de María Santísima en Špinut, Split (1979-1993). Desde entonces, desde 1981 fue profesor en el Instituto de teología en Split, donde enseñó sobre temas de las Escrituras. El 3 de agosto de 1993, el papa Juan Pablo II le nombró obispo Auxiliar de Split-Makarska. Fue ordenado Obispo el 17 de octubre de 1993 por el Arzobispo Ante Jurić, junto con sus co-consagrantes Giulio Einaudi y Giuseppe Mani.
En 1998, Barišić se convierte en cabeza del Comité de Split para la preparación de la visita pastoral del papa Juan Pablo II para Split y Solin. En la Conferendia de Obispos Croatas, se desempeñó como presidente del Consejo para la Doctrina de la Fe, miembro del Comité para el Gran Jubileo del año 2000, y sirvió como delegado en la Conferencia de los Obispos de Bosnia y Herzegovina.
El 21 de junio de 2000, el papa Juan Pablo II nombró a Barišić Arzobispo de Split-Makarska, después de que Su Santidad aceptara la dimisión del entonces Arzopispo, de 78 años, Monseñor Ante Jurić quién sirvió como arzobispo durante 12 años. Barišić tomó posesión del cargo y de las oficinas de la Arquidiósesis el 26 de agosto en una ceremonia en la Co-Catedral de San Pedro en Split.